# Bana (Bobo-Dioulasso)
Pour les articles homonymes, voir Bana.
Bana est une commune rurale du département de Bobo-Dioulasso de la province du Houet dans la région des Hauts-Bassins au Burkina Faso.

## Géographie
Bana est située dans le 7e arrondissement du département de Bobo-Dioulasso, à environ 10 km du centre de Bobo-Dioulasso.

## Éducation et santé
Le centre de soins le plus proche de Bana est le centre de santé et de promotion sociale (CSPS) de Nasso, tandis que les hôpitaux de Bobo-Dioulasso assurent les actes plus importants.